# Yukihiro Matsumoto
Yukihiro Matsumoto  (松本 行弘?, Matsumoto Yukihiro) alias Matz (prefettura di Ōsaka, 14 aprile 1965) è un informatico giapponese.
È conosciuto per essere il creatore del linguaggio di programmazione Ruby.
Secondo un'intervista della Japan Inc. è stato autodidatta fino alle scuole superiori. Giunto all'università, si è laureato in informatica all'Università di Tsukuba dove ha collaborato con i dipartimenti di ricerca trattando linguaggi di programmazione e compilatori.
Dal 2006, Matsumoto dirige il dipartimento di ricerca e sviluppo al Network Applied Communication Laboratory, una società di integrazione di sistemi open source nella prefettura di Shimane.
Matsumoto è sposato, ha quattro figli e per qualche anno è stato missionario Mormone.

## Alcuni libri scritti da Yukihiro Matsumoto
- Ruby in a Nutshell ISBN 0-596-00214-9
- The Ruby Programming Language ISBN 0-201-71096-X